# John Owen (joueur d'échecs)
Pour les articles homonymes, voir John Owen et Owen.
John Owen, né le 1er juillet 1827 à Marchington et mort le 24 novembre 1901 à Twickenham, était un vicaire anglais et un joueur d'échecs amateur de très haut niveau.

## Biographie
Né à Marchington dans le comté de Staffordshire il était révérend de l'Église d'Angleterre et pasteur de Hooten (Cheshire) de 1862 à 1900, mais il est connu pour avoir été l'un des meilleurs joueurs d'échecs anglais du XIXe siècle.
Il gagna en 1857 un tournoi mineur de la British Chess Association de Manchester. En 1858 à Londres, il perdit un match face à Samuel Boden (+2 -7 = 2) et termina troisième à Birmingham derrière Löwenthal et Falkbeer. Il fit match nul en 1860 à Manchester avec Ignác Kolisch (+4 -4 = 0).
Il gagna une partie amicale contre Paul Morphy en 1858 ce qui amena un match entre les deux joueurs. Bien que bénéficiant d'un handicap (il avait un pion supplémentaire et avait toujours le trait initial), Owen perdit 6–1 sans gagner une partie.
Ses résultats au tournoi de Londres de 1862, le premier tournoi toutes rondes international (au cours duquel chaque participant rencontre tous les autres) furent impressionnants : il finit troisième, précédant le futur champion du monde Wilhelm Steinitz (qui devait terminer 6e de cette rencontre) et fut le seul joueur à gagner contre Adolf Anderssen qui allait remporter le tournoi.
Il fit match nul à Liverpool en 1874 (+4 -4 = 0) face à Amos Burn et perdit l'année suivante à Londres contre le même adversaire (+6 -11 = 3). En 1876 il termina aux 2e et 4e places du tournoi de Cheltenham. Il perdit nettement un match en 1878 contre Johannes Zukertort à Chiselhurst (+0 -8 = 3). En 1881 il finit deuxième dans le 16e British Counties Tournament. Il prit sa revanche contre Amos Burn en 1888 qu'il vainquit dans un match à Liverpool (+5 -0 = 3). En 1890 il termina aux 3e et 4e places du 23e British Counties tournament et en 1894/1895 aux 2e et 3e places du Craigside Tournament de Llandudno au Pays de Galles.
John Owen a donné son nom à la Défense Owen, une ouverture qu'il jouait souvent (y compris à l'occasion de sa victoire sur Morphy) caractérisée par les coups : 1.e4 b6.
Son meilleur nombre de points Elo historique fut de 2583 avec lequel il fut 9e meilleur joueur du monde en juillet 1877.